# Pëtr Jakovlevič Čaadaev
Pëtr Jàkovlevič Čaadàev, in russo Пётр Яковлевич Чaадаев? (Mosca, 27 maggio 1794 – Mosca, 14 aprile 1856), è stato un filosofo russo.

## Biografia
Rimasto orfano prematuramente, poté ugualmente condurre buoni studi fino a iscriversi all'Università di Mosca, che lasciò per arruolarsi nella guerra contro Napoleone. Alla conclusione delle campagne militari rimase in Francia, intendendo in un primo momento continuare la carriera militare, ma abbandonò l'esercito nel 1821 e tornò a Mosca, proseguendo gli studi. Nel 1823 intraprese un lungo viaggio all'estero, durante il quale conobbe anche Schelling, facendo ritorno a Mosca nel 1826.
Già molto noto negli ambienti intellettuali della capitale, pubblicò in francese, a partire dal 1836, le sue Lettere filosofiche nella rivista moscovita Teleskop (Telescopio), nelle quali manifestò un profondo pessimismo al riguardo dei destini della Russia. Dopo aver letto il testo, lo zar Nicola I fece dettare una risoluzione sul rapporto del ministro dell'Istruzione Uvarov, avanzando l'ipotesi che l'autore fosse un alienato mentale e la necessità di appurarlo, e disponendo la chiusura immediata della rivista. Poi, tramite il conte Benckendorff, ordinò al governatore moscovita che il filosofo fosse visitato tutte le mattine da un medico, e che non uscisse all'aria aperta, visto il clima freddo di stagione. In sostanza, Čadaeev venne eliminato dalla scena in quanto dichiarato malato di mente. Egli affidò invano alla sua Apologia di un pazzo la propria difesa nel 1837. Morì in solitudine nel 1856.
Massone, fu membro col grado di Maestro della loggia "Gli Amici riuniti" tra il 1816 e il 1819, nel 1818-1919 fu pure membro della loggia "Gli Amici del Nord", della quale fu secondo e primo Sorvegliante, e delegato presso la Gran Loggia "Astraea". Al momento del suo arresto nel 1826 fu trovato in possesso di un brevetto di Cavaliere dell'ottavo grado.

## Il pensiero
Čaadaev concepisce la storia come una diretta manifestazione della ragione divina, nella quale le azioni dei singoli uomini confluiscono nell'unità dello sviluppo dello spirito. Questo «processo di costante educazione dell'umanità» ha come meta l'instaurazione del regno di Dio sulla terra. Sviluppando concezioni dei pensatori della reazione cattolica come Bonald e Joseph de Maistre, secondo Čaadaev il Cristianesimo è una forza progressiva ed è necessario che il mondo sia unificato sotto il suo segno, superando la frattura prodotta dalla Riforma protestante.
Egli ritiene che la Russia storicamente non faccia propriamente parte né dell'Occidente né dell'Oriente e tale posizione, se per un verso ha danneggiato culturalmente il paese, per un altro lo ha posto come arbitro del processo spirituale del mondo, nel quale in futuro potrà immettere nuove forze in grado di portare l'umanità verso un più decisivo progresso.
Nelle Lettere filosofiche attacca duramente la società russa: «solitari nel mondo, al mondo non abbiamo apportato nulla, non abbiamo insegnato nulla; non abbiamo versato una sola idea nella massa delle idee umane [...] Abbiamo qualcosa, nel nostro sangue, che respinge ogni vero progresso. Infine siamo vissuti e viviamo solo per servire da chissà quale grande lezione per i posteri lontani che la intenderanno; oggi, checché se ne dica, siamo una lacuna nell'ordine intellettuale».

### Traduzioni
- Le lettere filosofiche, Bari 1950

### Studi
- L. Gančikov, Orientamenti dello spirito russo, Torino 1958
- V. A. Kuvakin, A History of Russian Philosophy, Buffalo 1994
- M. A. Mendosa, Uno scrittore russo del primo '800: Pëtr Jakovlevič Čaadaev, Mantova: Universitas Studiorum, 2014, ISBN 978-88-97683-50-6